# Gentleman Jole and the Red Queen
Gentleman Jole and the Red Queen es el título de una novela de ciencia ficción escrita por la norteamericana Lois McMaster Bujold, parte de la saga Vorkosigan.  Por cronología interna, el libro se ambienta tres años después de Criopolis (2010). Bujold lo ha descrito como "no una historia bélica, sino sobre personas adultas."

## Sinopsis
Tres años después de la muerte de Aral Vorkosigan, el almirante Oliver Jole de la flota de Sergyar (que por largo tiempo fue subordinado y amante de Aral) recibe una propuesta. Después de regresar de Barrayar, la viuda de Aral, Cordelia Naismith Vorkosigan, anuncia que pretende tener varios hijos usando material genético almacenado de ella y Aral. También le ofrece a Jole la oportunidad de tener hijos propios, igualmente creados a partir de genes de Jole y Aral.

## Historia de la publicación
El concepto para la cubierta fue diseñado por la propia Bujold.
La eARC salió a la venta por Baen Books el 21 de octubre de 2015. La edición en papel fue publicada en febrero de 2016.
En España no está traducida.